# Ruta Estatal de Nevada 376
La Ruta Estatal de Nevada 376, y abreviada SR 376 (en inglés: Nevada State Route 376) es una carretera estatal estadounidense ubicada en el estado de Nevada. La carretera inicia en el Sur desde la US 6     en Tonopah hacia el Norte en la US 50     en Austin. La carretera tiene una longitud de 160,6 km (99.810 mi).

## Mantenimiento
Al igual que las autopistas interestatales, y las rutas federales y el resto de carreteras estatales, la Ruta Estatal de Nevada 376 es administrada y mantenida por el Departamento de Transporte de Nevada por sus siglas en inglés Nevada DOT.

## Cruces
La Ruta Estatal de Nevada 376 es atravesada principalmente por la  SR 377     en Manhattan.